# 原仁司
原仁司（はら ひとし、1960年-　）は、日本近代文学研究者、亜細亜大学教授・経営学部長。
1989年早稲田大学大学院文学研究科博士課程中退。亜細亜大学経営学部助教授、教授、経営学部長。小畑精和、高良留美子、小林孝吉、綾目広治らと隔月刊誌「千年紀文学」を発行。

## 著書
- 『表象の限界 文学における主体と罪、倫理』御茶の水書房 2004
- 『中心の探求 言語をめぐる〈愛〉と〈罪〉』學藝書林 2009

### 共編
- 『表象の現代 文学・思想・映像の20世紀』関礼子共編 翰林書房 2008
- 『柳美里 1991-2010』編 翰林書房 2011